# Zito
José Ely de Miranda eller bare Zito (født 18. august 1932 i Roseira, Brasilien - død 14. juni 2015  ) er en tidligere brasiliansk fodboldspiller, der som defensiv midtbane på Brasiliens landshold vandt guld ved både VM i 1958 i Sverige og VM i 1962 i Chile. Han spillede i alt 46 landskampe og scorede tre mål for brasilianerne.. Den ene scoring faldt i VM-finalen i 1962. Han deltog også ved VM i 1966.
Zito spillede på klubplan 15 sæsoner for Santos i hjemlandet.